# Escola Secundária de Camões
A Escola Secundária de Camões MHIP (também conhecida por Liceu Camões, ou na sua grafia antiga Lyceu Camões), é um estabelecimento de ensino secundário, fundada em 1902. É uma das maiores e mais prestigiadas escolas secundárias de Lisboa, Portugal. Por ela frequentaram diversos alunos que hoje são importantes figuras da sociedade, quer a nível nacional ou internacional.
O edifício do antigo Liceu, está classificado, desde 2012, como monumento de interesse público.

## História
A atual Escola Secundária de Camões foi formada em 1902, por Carta de Lei de 24 de Maio, com o nome de Liceu Nacional de Lisboa, sendo o segundo liceu de Lisboa.
O recém-criado criado liceu viu-se imediatamente confrontado com dificuldades: uma das mais prementes, a sua instalação física —; foi escolhido um local: o Palácio da Regaleira, no Largo de São Domingos. Estava longe de ser o local ideal, já que as salas eram muito pequenas e mal mobiladas, não existia um laboratório de Física, Química ou Zoologia, nem um recreio onde os alunos pudessem passar os intervalos —; as brincadeiras decorriam nas proximidades do edifício ou no próprio Largo de São Domingos. Como se não bastasse, o liceu partilhava o rés-do-chão com uma leitaria e uma loja de mobílias.
Dois anos mais tarde, aquando da divisão de Lisboa em três zonas escolares, o Liceu Nacional torna-se o Liceu Central da 1.ª Zona Escolar, ganhando assim mais autonomia. As dificuldades contudo foram aumentando à medida que a população escolar aumentava —; o Liceu servia agora 15 freguesias.
Em grande parte devido à procura de um espaço adequado para a prática de educação física —; obrigatória desde 1905 —; Rui Teles Palhinha, o primeiro reitor do Liceu Central da 1.ª Zona, tentou encontrar um edifício que reunisse as condições necessárias, que incluíam amplos espaços e condições de higiene. Como hipóteses surgiram o Teatro D. Maria II e o Real Ginásio Clube, mas acabou por ser conseguido o Centro Nacional de Esgrima. No entanto, uma coisa ficou clara: a necessidade de um espaço e edifício próprio, construído de raiz. Com esse objectivo, Rui Teles Palhinha faz uma exposição ao ministro dos Negócios do Reino, onde pede a "construção dum edifício em local próprio, construção que obedeça aos princípios da mais estrita economia, tendo em vista que uma escola precisa de ar e de luz, que são de graça, e prescinde de cantarias lavradas e de madeiras ricas".
A construção do novo espaço é aprovada e autorizado um empréstimo no valor máximo de 200 contos de réis, "destinado à aquisição de terreno e construção do edifício para o Liceu Central da 1ª Zona Escolar", ficando o restante destinado à aquisição de mobiliário.

No inicio de 1908 iniciam-se as obras, que vêm a acabar (surpreendentemente depressa) 21 meses depois, nos finais de 1909. Entretanto, a 9 de Setembro de 1908, a designação muda oficialmente para Lyceu de Camões, e a inauguração ocorre a 16 de Outubro de 1909. O Liceu foi construído no Largo do Matadouro Municipal, sob fortes críticas, por ser de difícil acesso e distante para os alunos. Embora fosse uma zona de expansão, três anos depois da abertura o local continuava ermo e inóspito, existindo nas proximidades somente o Matadouro e a Escola de Medicina Veterinária.

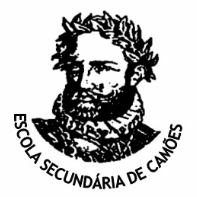
Logótipo da Escola Secundária de Camões

Projectado inicialmente para acolher 600 alunos, no ano lectivo de 1909-10 o Liceu dispunha de trinta professores que leccionavam a um total de 19 turmas. Desde o início houve preocupação com o desenvolvimento físico e intelectual e com a higiene dos alunos, o que se traduziu em lavabos distribuídos por todo o edifício, duches ao pé do ginásio, o projecto de uma piscina de natação, a separação dos espaços especializados, a notória separação da via pública, o agrupamento dos alunos em pátios diferentes e a habitação independente do reitor. A construção em tridente resolvia o problema da iluminação e arejamento da escola, ao mesmo tempo que proporcionava um ambiente educativo que promovia a permanência dos alunos dentro do edifício. Outro aspecto do esquema compositivo em tridente e da disposição das salas é o facto de o Liceu praticamente não possuir corredores fechados —; as salas dão diretamente para o pátio ou para galerias abertas. Ouviram-se, na altura, alguns comentários dizendo que "o liceu era um grande ginásio com algumas salas de aula à volta dele".
Dos primeiros tempos do Liceu, convém destacar um aluno pela importância que teve no despertar do movimento associativo estudantil: Mário de Sá-Carneiro. Tendo tido um percurso liceal algo atribulado, acaba por concluir o secundário no Liceu de Camões nas Turmas de Letras de 1909/1910 e 1910/1911, depois de três anos nos 6.º e 7.º São Domingos.
Em 1911, é publicado o regulamento interno, onde vem definida a vida da Associação Académica do Liceu de Camões, fundada a 9 de Fevereiro do mesmo ano. Os principais objectivos da associação consistiam no desenvolvimento físico e intelectual dos seus sócios e na solidariedade escolar a favor dos mais desfavorecidos, tendo lhe sido autorizada a organização de conferências, jogos de educação física e aulas de esgrima. Embora tenha sido alvo, alguns anos mais tarde, duma reformulação em que se acentuava o controlo institucional por parte do reitor, a Associação Académica do Liceu de Camões conduziu, em grande parte, à afirmação cultural do Liceu, nomeadamente através da organização de festas escolares, eventos desportivos, ocupação de tempos livres nas férias grandes, atividades de assistência e escutismo. Em 1936, com o Estado Novo a Associação foi extinta e as suas atividades integradas na Mocidade Portuguesa.
Até finais da década de 1920, verifica-se uma crescente estabilidade e projeção pública do Liceu, indicada sobretudo pelo aumento de número de alunos e de alunas. Este aumento de alunos foi de tal maneira notório que, se no ano lectivo de 1925/26 o Liceu funcionou com 29 turmas, no ano seguinte eram 43 as turmas, o que obrigou ao primeiro desdobramento em dois turnos. No mesmo ano de 1927, foram construídos os dois gabinetes de Física e Química, procurando solucionar três problemas: corresponder melhor aos objectivos das últimas reformas de ensino, principalmente no aspecto da experimentação; aumentar a disponibilidade das salas de aula face à súbita procura social do ensino secundário; afastar do edifício principal instalações mais atreitas a acidentes.
Um dos factores de prestígio do liceu foi, sem dúvida, a cantina escolar criada em 1931 e que incorpora desde logo quatro secções: refeitórios, pastelaria, livraria e papelaria. A Cantina Escolar foi um dos maiores contribuintes para a desenvolvimento do liceu, quer apadrinhando os prémios resultantes do Quadro de Honra, dotando o liceu de dois campos de golfe, quer sustentando em parte as despesas do cinema educativo ou subsidiando a execução de jardins. No entanto, com a entrada nos anos 30, ocorre uma profunda mudança na filosofia da instituição que "aponta no sentido de práticas mais liberais e mais consentâneas com o ideário do regime político vigente". Na prática, além da extinção da Associação Académica, esta viragem traduziu-se numa consolidação da estrutura hierárquica do reitor e numa perda de autonomia do corpo docente sendo no entanto deixada uma margem de manobra no que respeita à pedagogia, quer seja pela aquisição de material didáctico apropriado e actualizado, pela compra de novos livros para a biblioteca, seja apoiando as visitas de estudo, as festas e as viagens de finalistas ou promovendo sessões culturais e "acções pedagógicas" para os professores, sendo inclusive criado pelos alunos um posto de rádio, em 1961.
No final da década de 1950, o Liceu conhece um momento de expansão com a abertura de duas secções: a de Alvalade (1957/58), atual Escola Secundária Padre António Vieira; e a do Areeiro (1958/59), hoje em dia, a Escola E. B. 2, 3 Luís de Camões. Esta expansão vem como parte da solução ao combate ao sempre crescente número de alunos. No ano lectivo de 1972/73, o Liceu, inicialmente previsto acolher 600 alunos, suportava mais de 2200, sem contar com o ciclo nocturno.

## Atualidade
Ainda hoje a escola mantém o ensino noturno. Nos últimos anos, tem sido alvo de obras de remodelação e expansão, tendo sido criados de raiz um refeitório, um auditório, um novo espaço para o museu da escola e um pavilhão gimnodesportivo. Dispõe igualmente de um centro de recursos escolares, de uma biblioteca, salas de informática e desenho, uma papelaria, um bar de alunos e professores, os laboratórios de Física, Química e Biologia, a sala da Associação de Estudantes, dois campos de futebol, mesas de pingue-pongue e de matraquilhos.
A 20 de Agosto de 1990 foi feita Membro-Honorário da Ordem da Instrução Pública.
Recentemente, um incêndio nas caves atingiu grande parte do arquivo da escola e da secretaria destruindo registos de alunos, professores, exames e contas; de modo a proceder à recuperação e reorganização do material afectado, o antigo ginásio esteve encerrado durante alguns meses, mas foi reaberto no ano letivo de 2006/2007.
A requalificação da escola secundária, a cargo da Parque Escolar, chegou a ter início marcado para Agosto de 2011 mas foi suspensa, até 2019, ano que foi efetuada o inicio da sua requalificação.
Em Novembro de 2013, o Coliseu dos Recreios, em Lisboa, foi palco duma gala cujo objetivo foi angariar pelo menos 20 mil euros para a reparação urgente das janelas e do escudo que está sobre a porta principal, cheio de fissuras, em risco de queda.

## Professores e alunos famosos

### Literatura
- Mário de Sá-Carneiro
- Tomás Cabreira Júnior (que nas escadarias do Liceu se suicidou)
- Aquilino Gomes Ribeiro
- José Claudino Rodrigues Miguéis
- Rómulo Vasco da Gama de Carvalho (também conhecido como António Gedeão)
- Mário Dionísio de Assis Monteiro
- Jorge Cândido de Sena
- José Augusto Neves Cardoso Pires
- Luiz José Gomes Machado Guerreiro Pacheco
- Vergílio António Ferreira
- Fernando Gonçalves Namora
- Urbano Augusto Tavares Rodrigues
- Benigno José Mira de Almeida Faria
- António Lobo Antunes
- Mário Costa Martins de Carvalho
- Manuel Lopes Ferreira Fonseca (mais conhecido por Manuel da Fonseca)
- João Casimiro de Aguiar
- Baltasar Lopes da Silva
- José Gomes Ferreira
- Eduardo de Almeida do Prado Coelho
- Nuno Manuel Gonçalves Júdice Glória
- David Mourão-Ferreira
- Eduarda Dionísio

### Políticos
- Álvaro Barreirinhas Cunhal
- José Manuel Durão Barroso
- António Manuel de Oliveira Guterres
- Francisco Pinto da Cunha Leal
- António Pestana Garcia Pereira
- Marcelo José das Neves Alves Caetano
- Rui Manuel Pires de Carvalho d'Espiney
- António Luciano Pacheco  de Sousa Franco
- Luís Fernando de Mira Amaral
- António Vitorino
- Miguel Beleza
- João Semedo
- José Mariano Gago
- Adelino Manuel Lopes Amaro da Costa
- Saldanha Sanches

### Medicina
- Nuno Lobo Antunes
- João Lobo Antunes
- Mateus Martins Prata
- José Manuel Domingos Pereira Miguel

### Direito
- Jorge Miranda
- Ricardo Sá Fernandes

### Jornalismo
- Pedro Manuel Madeira Rolo Duarte

### Desporto
- Mário Alberto Freire Moniz Pereira

### Música
- Jorge Manuel de Abreu Palma
- Frederico de Freitas

### Filologia
- Luís Filipe Lindley Cintra

### Filosofia
- Delfim Pinto dos Santos

### Historiadores
- Arlindo Manuel Caldeira
- Luís Caetano Ribeiro Soares
- António Maria de Ornelas Ourique Mendes

### Intelectuais
- João Pedro Bénard da Costa

### Economia
- João César das Neves

### Teatro
- Luís Miguel Valle Cintra
- Jorge Silva Melo

### Dança, canto e artes plásticas
- Rui Horta

- Fernando Fernandes

- Ana Paula Russo

- Miguel Horta

### Atores
- João Nicolau de Melo Breyner Lopes
- Francisco Ribeiro (Ribeirinho)
- Eugénio Salvador Marques da Silva
- Francisco António de Vasconcelos Nicholson
- António Montez
- Rui Jorge de Albuquerque Mendes
- Rogério Paulo
- José Wallenstein

Rádio e televisão
- Artur Agostinho
- José Nuno Martins
- Henrique Garcia
- Júlio Isidro

Física
- José Pizarro de Sande e Lemos